# Terry Fullerton
Terry Fullerton (Londres, 4 de enero de 1953) es un expiloto profesional británico que se destacó en carreras de karting. Actualmente entrena a jóvenes promesas en su país.
Es famoso por haber sido compañero y rival de Ayrton Senna en los comienzos profesionales del brasileño en Europa.

## Carrera
Debutó en la categoría senior en 1969 y se retiró en 1984. Fue tres veces campeón en la categoría junior de su país (1966, 1967 y 1968). Nunca llegó a la Fórmula 1 por considerarlo un deporte muy peligroso en su época.
Además de Senna compitió con Riccardo Patrese y el campeón mundial de F1 Nigel Mansell.

## Relación con Ayrton Senna
En 1978 DAP contrató a una joven promesa de 17 años de edad: Ayrton Senna, con quién fue compañero hasta 1980. El siguiente año Senna se marchó a Inglaterra para competir en la Fórmula 3 Británica.

«La primera vez que lo conocí, yo tenía 25 años, él tenía 17 años... Fuimos la prueba en un lugar llamado Parma, en Italia, que estaba a unas 50 millas de la fábrica de DAP. Él era muy muy rápido desde el primer día. Así que de inmediato nos dimos cuenta de que teníamos un conductor dotado. Terry Fullerton».

## Entrenador de pilotos
Luego de su jubilación en 1984 se dedicó a entrenar. Entre sus exalumnos se destacan Paul Di Resta, Justin Wilson, Dan Wheldon, Allan McNish y Anthony Davidson. Estos dos últimos los consideró sus alumnos más talentosos.

## Reconocimiento de Senna
En una entrevista al tricampeón del Mundo durante el Gran Premio de Australia de 1993 se le preguntó; ¿Cuál fue el piloto con quién más satisfactorio te sentiste al competir? Senna respondió:

«Tendría que regresar a 1978, 1979 y 1980, vine a Europa por primera vez para competir fuera de Brasil. Mi compañero de equipo Fullerton, se llamaba Fullerton. Él era muy experimentado y he disfrutado mucho conduciendo con él porque era rápido, consistente, para mí un piloto muy completo. Y era pura conducción; éramos sólo el y yo, no había política ni dinero en el medio. Tengo con él buenos recuerdos. Ayrton Senna, 1993».

## Palmarés
- Campeón del Mundo: 1973.
- Campeón de Europa: 1971, 1973, 1975, 1978, 1980.
- Campeón de Norteamérica: 1980.
- Copa de Campeones: 1978, 1979, 1980, 1982.
- Campeón británico: 1971, 1973, 1975, 1978, 1980.